# Clepsis lindebergi
Clepsis lindebergi is een vlinder uit de familie bladrollers (Tortricidae). De wetenschappelijke naam is voor het eerst geldig gepubliceerd in 1952 door Krogerus.
De soort komt voor in Europa.